# XNXX
XNXX è un sito web francese per la condivisione e la visualizzazione di video pornografici.
Lanciato nel 1997, ha sede a Parigi, con server e uffici a Montréal, Tokyo e Newark.
XNXX è di proprietà di WGCZ Holding di Stephane Michael Pacaud e Deborah Malorie Pacaud, la stessa società che gestisce XVideos, un altro popolare sito web pornografico.
Una classifica di Business Insider del 2018 lo ha inserito tra i tre siti porno più popolari al mondo.

## Storia
XNXX è stato fondato nel 1997. Secondo il sito stesso, il nome di dominio è stato protetto da copyright per la prima volta nel 2000. Non è chiaro quando WGCZ Holding abbia acquisito XNXX, poiché la proprietà del sito Web era sconosciuta fino a quando WGCZ non ha presentato un procedimento di risoluzione delle controversie sui nomi di dominio uniformi contro un dominio simile nel 2014.

## Statistiche e dati
Nel 2018 XNXX è stato classificato come il sito porno più visitato a Singapore e il quinto sito porno più visitato in India. Ad aprile 2022, XNXX era il 24° sito web più visitato in Svizzera e il 18° sito web più visitato in Austria, sebbene la maggior parte dei suoi utenti provenga da Stati Uniti, Egitto e Francia. La frequenza di rimbalzo è di circa il 20% e l'utente medio trascorre circa 12 minuti sul sito.